# Calopteryx aequabilis
Calopteryx aequabilis là loài chuồn chuồn trong họ Calopterygidae. Loài này được Say mô tả khoa học đầu tiên năm 1840.